# 金華道
金華道轄境等同清代金衢嚴道，道尹道尹為簡缺，三等。駐蘭谿縣（今蘭溪市），民國六年（1917年）移駐衢縣（今衢州市）。轄金華、蘭谿、東陽、義烏、永康、武義、浦江、湯溪、衢縣、龍游、江山、常山、開化、建德、淳安、桐廬、遂安（1958年并入淳安县至今）、壽昌、分水19縣。